# Boban Tomić
Boban Tomić (Lubiana, 30 maggio 1988) è un ex cestista sloveno.

## Palmarès
- Alpe Adria Cup: 1

Komárno: 2016-17